# Фрайтаг, Селина
Селина Фрайтаг (нем. Selina Alma Freitag; род. 19 мая 2001, Erlabrunn, Саксония) — немецкая прыгунья с трамплина, двукратная чемпионка мира (2023), бронзовый призёр III Европейских игр 2023 года. Участница зимних Олимпийских игр 2022 года.

## Спортивная карьера
Селина заняла первое место в общем зачёте Кубка Альп по прыжкам с трамплина в сезоне 2016/2017 годов. 16 февраля 2019 года она дебютировала на этапе Кубка мира. Её лучший индивидуальный результат — второе место, которое Фрайтаг дважды занимала в 2023 году. На чемпионате мира по лыжным видам спорта среди юниоров 2019 года Селина завоевала серебряную медаль в командных соревнованиях и бронзовую медаль в смешанных командных соревнованиях.
В 2022 году была включена в состав немецкой сборной для участия в зимних Олимпийских играх в Пекине. Приняла участие в смешанном командном турнире, где Германия заняла девятое место. В индивидуальных соревнованиях стала 22-й.
В 2023 году принимала участие в чемпионате мира в Словении. В составе немецкой четвёрки завоевала золотую медаль в командном турнире среди женщин, в смешанном командном турнире также стала чемпионкой. Летом 2023 года в Кракове на III Европейских играх стала обладательницей бронзовой медали в индивидуальных соревнованиях.
На чемпионате мира 2025 года в Тронхейме в прыжках и с нормального, и с большого трамплина стала серебряной призёркой, уступив в обоих случаях только словенке Нике Превц. В командном соревновании стала бронзовой призёркой. 
Её брат Рихард Фрайтаг тоже занимался прыжками с трамплина на лыжах.